# Linda Liao
Linda Liao (Chino 廖佩伶, pinyin Liàopèilíng, ahora conocida como 廖語晴, pinyin Liàoyǔqíng; 24 de mayo de 1981) es una cantante, actriz, Videojockey (VJ) y jugadora profesional de videojuegos taiwanesa. Asistió a la Queen's University en Kingston, Ontario, Canadá. 

## Discografía

### Álbumes de estudio
- Agosto de 2002 - Linda 7
- Junio de 2004 - 我 挺 你
- 27 de mayo de 2011 - Love Presents爱。 现

## Filmografía

### Película
- Twisted (2011)
- Fishing Luck (2005)

## Series de televisión
| Año  | Título             | Papel           |
| ---- | ------------------ | --------------- |
| 2005 | Persecución        | Ellie Chua      |
| 2006 | El hospital        | Kang Wen Li     |
| 2007 | Fuera de horas     | Ellie Chua      |
| 2007 | Mis mejores amigos | Joyce           |
| 2009 | Juntos             | Chen Chu Chu    |
| 2009 | Días de Bling      | Xiang Qian Qian |
| 2010 | Amor sin fin       | Zhao Bi Yun     |
| 2011 | Están volando      | Zhuang Xiao Li  |